# لورن لندن
لورن لندن (انگلیسی: Lauren London؛ زادهٔ ۵ دسامبر ۱۹۸۴) یک هنرپیشه اهل ایالات متحده آمریکا است.

## گزیده فیلمشناسی
از فیلم‌ها یا برنامه‌های تلویزیونی که وی در آن نقش داشته‌است می‌توان به آثار زیر اشاره کرد.
- عاشقتم، بث کوپر (۲۰۰۹)
- مطابقت کامل (۲۰۱۶)
- دارودسته (۲۰۰۷)
- ۹۰۲۱۰ (۲۰۰۸–۲۰۰۹)
- پابه‌پای خانواده کارداشیان (۲۰۰۹)
- شما مردم (۲۰۲۳)